# Titularbistum Nigrae Maiores
Nigrae Maiores (ital.: Nigre Maggiori) ist ein Titularbistum der römisch-katholischen Kirche.
Die in Nordafrika gelegene Stadt war ein alter römischer Bischofssitz, der im 7. Jahrhundert mit der islamischen Expansion unterging. Er lag in der römischen Provinz Numidien.
| Titularbischöfe von Nigrae Maiores |                             |                                                     |                   |                    |
| Nr.                                | Name                        | Amt                                                 | von               | bis                |
| 1                                  | André Creemers OSC          | Altbischof von Bondo (Demokratische Republik Kongo) | 1. September 1970 | 23. September 1971 |
| 2                                  | Emanuele Romano             | Weihbischof in Monreale (Italien)                   | 20. Juni 1973     | 31. Juli 1978      |
| 3                                  | Emanuele Romano SM          | Weihbischof in Nouméa (Ozeanien)                    | 4. Juli 1979      | 19. Juni 1981      |
| 4                                  | Carlos María Ariz Bolea CMF | Apostolischer Vikar von Darién (Panama)             | 22. Juli 1981     | 15. Dezember 1988  |
| 5                                  | Rómulo Emiliani Sánchez CMF | Apostolischer Vikar von Darién (Panama)             | 15. Dezember 1988 |                    |